# Vranje, Sevnica
Vranje este o localitate din comuna Sevnica, Slovenia, cu o populație de 89 de locuitori.